# 鄺光
鄺光（英語：Kwong Kwong，1925年—2019年6月27日），原名鄺祖光。祖籍廣東台山縣，在上海出生，童年時隨父親鄺贊及兄長鄺寧由上海遷至香港。1937年，由父親鄺贊，也就是「國家電影製片廠」Kwokar Film Studio（即「國家片場」）和「自由片場」的創辦人帶入香港電影行業。
父親鄺贊自行鑽研及試製3D電影的攝制技術，於1953年交給鄺光編導了一套粵語3D電影《淘金記》。觀眾須戴上偏光3D眼鏡觀看此片，若要租用偏光3D眼鏡的所需費用是HK$0.20, 若買下來是HK$0.80。這影片的立體拍攝技術可媲美當時高清水準的美國立體電影，1953年6月19日在香港公映。
1957年，父親鄺贊與兄長鄺寧又自行鑽製變形透鏡技術拍攝闊銀幕電影的技術，以「偉大綜合體」濶銀幕電影技術命名，鄺光又再肩負編導了這套影片《木蘭從軍》(Mulan goes to war) 。
1958年，父親鄺贊離世後，鄺光成為「國家電影製片廠」（即「國家片場」）的廠長，兄長鄺寧亦繼承了「國家片場」電影攝製平台的業務，成為總經理。

## 電影工作

### 編導

#### 出道電影
《哪咤大戰紅孩兒》（1950年,粵語片）當年動用三位導演合作拍此片，其中有葉一聲(專長拍神怪片)、梁琛(較資深的導演) 和 鄺光 (編劇兼導演),小演員羽佳 (分飾紅孩兒, 哪咤),鄺贊運用「分身術」電影特技，監製人翟善從是羽佳父親，亦是此片的投資人(善興影片公司)。廈語版曾於1952年十一月公映。

#### 粵語電影
- 《哪咤大戰紅孩兒》（1950年,粵語片）
- 《淘金記》（1953年 立體電影,粵語片）
- 《木蘭從軍》（1957年,粵語片）

#### 廈語電影
- 《哪咤大戰紅孩兒》（1952年, 廈語片）
- 《紅孩兒大戰孫悟空》（廈語片, 4.12.1956,菲律賓首映[4])
- 《蜈蚣蛤仔蛇》（廈語片, 20.08.1959首映,新加坡[5]）
- 《兩儍艷福》（1963年, 廈語片）

#### 潮語電影
- 《汕頭阿嫂》（1963年, 潮語片）
- 《四紅鼻》（1964年, 潮語片）

## 電影作品

### 製片
- 《濟公活佛》（1957年, 廈語片）
- 《兩儍艷福》（1963年, 廈語片）

### 導演
- 《哪咤大戰紅孩兒》（1950年,粵語片）
- 《淘金記》（1953年粵語3D電影,粵語片）
- 《紅孩兒大戰孫悟空》（廈語片,12.01.1957,新加坡首映[6]）
- 《木蘭從軍》（1957年,粵語片）
- 《蜈蚣蛤仔蛇》（1959年, 廈語片）
- 《兩儍艷福》（1963年, 廈語片）
- 《汕頭阿嫂》（1963年, 潮語片）
- 《四紅鼻》（1964年, 潮語片）

### 編劇
- 《哪咤大戰紅孩兒》（1950年,粵語片）
- 《淘金記》（1953年3D電影,粵語片）
- 《木蘭從軍》（1957年,粵語片）
- 《兩儍艷福》（1963年,廈語片）

### 美術/佈景 (現稱美術指導)
- 《呂洞賓三戲白牡丹》（1949年）
- 《重續今生未了緣》（1954年）
- 《乞兒太子》（1955年）
- 《紅拂女私奔》（1955年）
- 《拗碎靈芝》（1955年）
- 《倒亂乾坤》（1956年）
- 《烈女報夫仇》（1956年）
- 《夜夜念奴嬌》（1956年）
- 《王昭君琵琶動漢皇》（1956年）
- 《楊八妹招親》（1956年）
- 《呂洞賓三戲白牡丹》（1956年）
- 《碧玉簪》（1956年）
- 《花好月圓》（1956年）
- 《濟公燒琵琶精》（1958年）
- 《第八才子花箋記》（1960年）
- 《三合明珠寶劍》（1961年）
- 《兩個東宮爭太子》（1963年）
- 《龍虎下江南》（上集）（1963年）
- 《龍江三虎》（下集）（1964年）
- 《龍虎震江南》（上集）（1964年）
- 《半張碌架床》（1964年）
- 《龍江三虎》（上集）（1964年）
- 《龍虎震江南》（下集）（1964年）
- 《金箭銀龍》（1964年）
- 《教子殺父皇》（1967年）
- 《矇查查搵老婆》（1967年）
- 《情俠鬧璇宮》（1967年）

## 外部連結
- 香港電影歷史:國家片場-鄺贊 （页面存档备份，存于）

《香港電影導演大全1914-1978》2018年香港電影導演會出版